# Turbina Wells

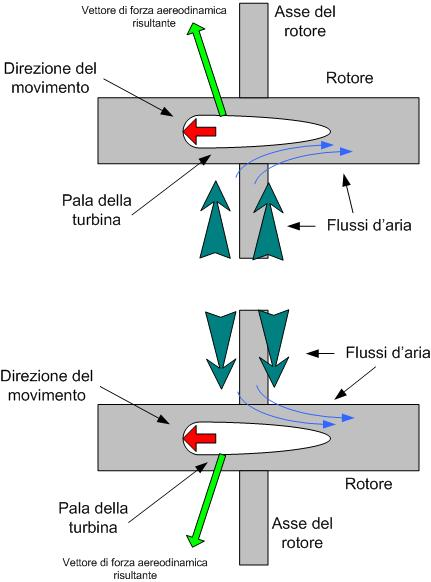
Principio di funzionamento della turbina Wells.

La Turbina Wells è un tipo di turbina aeraulica inventata dal Prof. Alan Arthur Wells della Queen's University Belfast nei tardi anni 1980. Questo tipo di turbina è impiegato nei generatori di corrente a colonna d'acqua oscillante.
In tali dispositivi il flusso d'aria cambia direzione in maniera ciclica e la Turbina Wells risulta particolarmente indicata per tali applicazione in quanto autorettificante, ovvero in grado di girare sempre nello stesso verso indipendentemente dalla direzione del flusso d'aria che la attraversa.
Tale capacità è garantita dal profilo delle pale della turbina stessa, simmetrico rispetto alla corda, grazie al quale la direzione della risultante delle forze di pressione è tale da non cambiare verso quale che sia la direzione del flusso. 
Lo svantaggio di tale soluzione risiede nella bassa efficienza della turbina Wells, a causa dell'elevato angolo di attacco della pala rotorica rispetto al flusso entrante e della mancanza di un punto fisso di funzionamento, che la porta a lavorare costantemente "fuori progetto". 
Inoltre non tutte le turbine Wells sono in grado di autoavviarsi (ovvero di avviare la rotazione in modo autonomo) e in questo caso occorre accoppiarla ad un motore di lancio, aumentando i costi di installazione e manutenzione.
Tale macchina è usualmente utilizzata in impianti a colonna d'acqua oscillante per applicazioni oceaniche, ma sono state sviluppate macchine di taglia più piccola per applicazioni in sistemi caratterizzati da altezze e periodi d'onda tipici di bacini d'acqua più ristretti come il Mar Mediterraneo.